# Juan Pablo García (pelotari)
Juan Pablo García -conocido como Juan Pablo- (n. Logroño, La Rioja, España; 28 de diciembre de 1964) es un pelotari profesional español retirado en la modalidad de pala, que compaginaba su actividad deportista con su trabajo como empleado de una entidad bancaria.
Su debut como profesional fue el 19 de febrero de 1994 y desde entonces ha jugado de zaguero, bien con su hermano Daniel, bien con Ricardo Garrido, consiguiendo varios de los títulos más importantes de su modalidad. Incluso llegó a participar en los Juegos Olímpicos de Barcelona de 1992 en los que ganó la medalla de oro (la pelota vasca fue deporte de exhibición), formado pareja con Óscar Insausti. Su último partido como profesional fue el 29 de noviembre de 2003 en Bilbao.

## Palmarés
- 1984 – Campeón de España Aficionado, Campeón del Mundo Sub-22 Paleta y Pala corta
- 1985 – Campeón de España Aficionado
- 1986 – Campeón de España Aficionado
- 1986 – Campeón Mundo Absoluto Paleta cuero (Vitoria) y campeón de Euskadi
- 1987 – Campeón de España Aficionado
- 1988 – Campeón de España Aficionado
- 1989 – Campeón de España Aficionado
- 1990 – Campeón de España Aficionado, Campeón Mundo Absoluto Paleta cuero (Cuba)
- 1991 – Campeón de España Aficionado
- 1992 – Campeón de España Aficionado, Campeón Olímpico (Barcelona)
- 1993 – Campeón de España Aficionado
- 1995 – Campeón España
- 1999 – Pala de Oro (2ª edición)

- Datos: Q9015844